# Macaréu

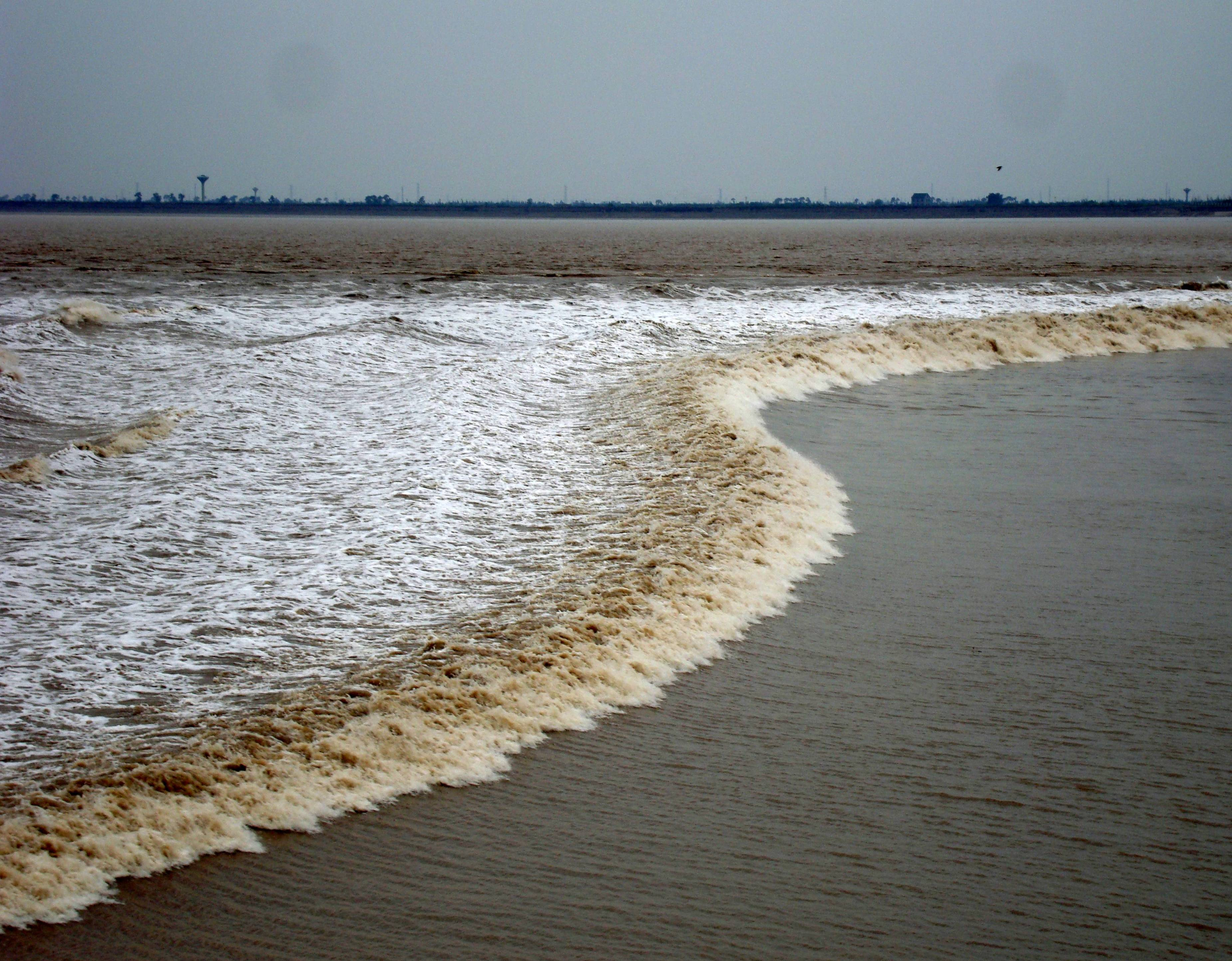
Macaréu subindo o rio de Hangzhou, China.

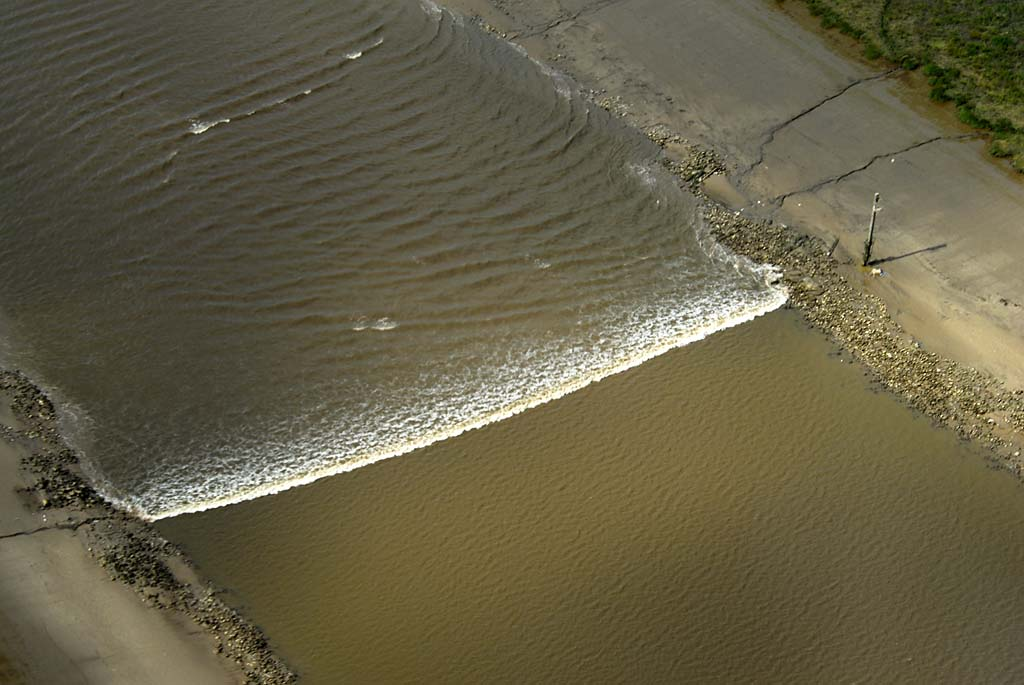
O macaréu avança pelo rio Ribble, Lancashire.

O macaréu é o choque das águas de um rio caudaloso com as ondas durante o início da maré enchente.
É melhor percebido quando da mudança das fases da lua, ou seja, desde dois dias antes até três dias após, particularmente nos equinócios em cada hemisfério, e com maior intensidade quando das ocorrências de maré viva (sizígia), nas luas cheia e nova.
O fenômeno das marés, ao elevar o nível das águas oceânicas, faz com que as mesmas invadam a desembocadoura dos rios, podendo formar ondas de até dezenas de metros de largura, com até três a cinco metros de altura, e velocidades de até trinta a cinquenta quilômetros por hora (10 a 15 milhas por hora). Esta poderosa onda pode durar de quinze minutos a até uma hora.
O fenômeno manifesta-se, no Brasil, na foz do rio Amazonas e afluentes do litoral paraense e amapaense (rio Araguari, rio Maiacaré, rio Guamá, rio Capim, rio Moju), e na foz do rio Mearim, no Maranhão. Esse choque das águas derruba árvores de grande porte e modifica o leito dos rios.
Na Região Amazônica, esse movimento é denominado pororoca. Outros rios no mundo apresentam, em diferentes escalas, o mesmo fenômeno, com outras designações:
- na França, na foz dos rios Gironda, Charante, Sena, é conhecido como mascaret e barre;
- no Reino Unido, na foz dos Tâmisa, Severn, Trent e no Hughly, com o nome de bore
- Na Guiné-Bissau, no delta do Rio Geba, e no Bangladesh, na foz do rio Megma, no delta do Bramaputra, como macaréu;
- na China, na foz do Iang-tsé, denominado em chinês como trovão e pelos britânicos de cager.
- na foz de rios em Bornéu e Sumatra, no Extremo Oriente;
- nos Estados Unidos da América, na foz dos rios Colúmbia e Colorado.